# 艾芙·居里
艾芙·丹尼丝·居里·拉布伊斯（法語：Ève Denise Curie Labouisse，1904年12月6日—2007年10月22日），法国作家，法國科學家皮埃尔·居里（Pierre Curie）与玛丽亚·居里（Marie Curie）的小女儿，伊伦·约里奥-居里（Irène Joliot-Curie）之妹。她的丈夫小亨利·理查森·拉博尼斯在1965年代表联合国儿童基金会获得了诺贝尔和平奖，但伊芙是她家里唯一一个没有选择成为科学家的家庭成员，也没有获得诺贝尔奖。她是一名记者，撰写了她母亲的传记《居里夫人传》（Madame Curie）和一本战地报告文学作品《Journey Among Warriors》。从20世纪60年代开始，她致力于为联合国儿童基金会工作，为发展中国家的儿童和母亲提供帮助。

## 生平
1954年11月19日嫁给美国驻希腊大使小亨利·理查森·拉布伊斯（Henry Richardson Labouisse, Jr）。2007年10月22日在睡夢中於紐約自宅逝世，享年102歲。